# 缅甸长尾鼩
缅甸长尾鼩（学名：Episoriculus macrurus）也称小长尾鼩鼱，为鼩鼱科大長尾鼩屬的动物。分布于缅甸，尼泊尔，印度，越南和中国大陆西藏等地。该物种的模式产地在印度大吉岭。